# Nadia Comăneci

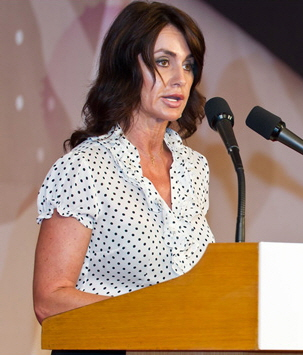
Nadia Comăneci, 2010

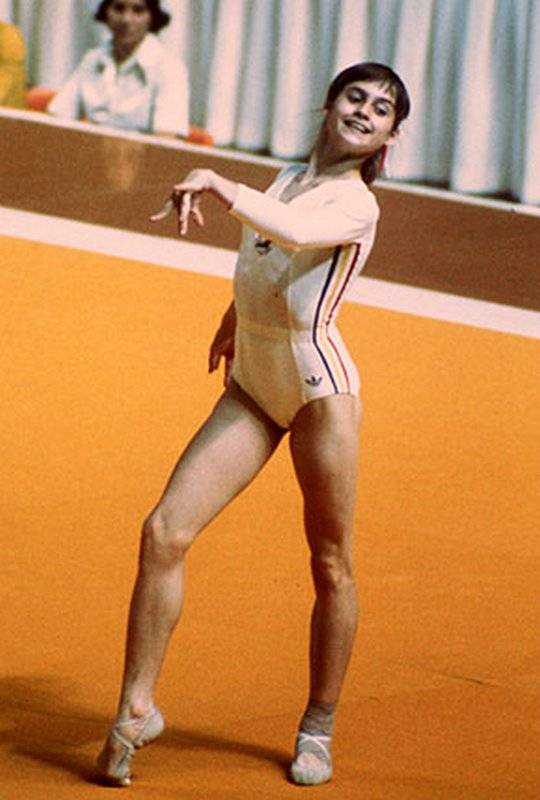
Nadia Comăneci, 1976

Nadia Elena Comăneci [koməˈnetʃʲ] (Ausspracheⓘ; * 12. November 1961 in Onești) ist eine ehemalige Kunstturnerin und Sportunternehmerin. Sie ist die bis dato erfolgreichste rumänische Sportlerin bei Olympischen Spielen. Comăneci gilt als eine der besten Turnerinnen der Geschichte. Bei den Olympischen Spielen 1976 und 1980 gewann sie insgesamt fünf Gold-, drei Silber- und eine Bronzemedaille. Sie gewann ferner zwei Goldmedaillen bei Weltmeisterschaften, neun Goldmedaillen bei Europameisterschaften und fünf Goldmedaillen bei den Universiaden.

## Leben und Karriere
Zum ersten Mal machte sie unter dem ungarischstämmigen Trainer Béla Károlyi bei den Europameisterschaften 1975 mit insgesamt vier Siegen auf sich aufmerksam. Bei den Olympischen Spielen 1976 in Montreal erhielt sie am 18. Juli im Alter von 14 Jahren als erste Turnerin überhaupt eine 10,0 am Stufenbarren. Dies war auch das erste Mal, dass eine perfekte 10 im Turnen erreicht wurde. Die Note wurde auf der Anzeigetafel als 1,00 angezeigt, weil die Tafeln eine zweistellige Note nicht darstellen konnten: Die Höchstnote 10,0 galt bis dahin als unerreichbar. Comăneci gewann darüber hinaus Gold am Schwebebalken und im Mehrkampf, Silber mit der Mannschaft und Bronze am Boden. Im selben Jahr wurde sie mit der Sportler-des-Jahres-Auszeichnung von Associated Press geehrt und zu Europas Sportlerin des Jahres gewählt. Bei den Olympischen Spielen 1980 in Moskau gewann sie Gold am Schwebebalken und am Boden sowie Silber im Mehrkampf und mit der Mannschaft. Im Jahr darauf erklärte Comăneci ihren Rücktritt vom Wettkampfsport.
Ende November 1989, kurz vor der Rumänischen Revolution, floh Comăneci über Ungarn und Österreich in die USA. Als Grund für ihre Flucht gab sie an, die Freiheit gewählt zu haben, und beklagte das von den rumänischen Behörden verhängte Verbot für Reisen ins westliche Ausland. Kurz vor ihrer Flucht war auch ein von Comăneci gestellter Antrag auf einen Kurzaufenthalt in Ungarn nicht bewilligt worden. 1996 heiratete sie in Bukarest den ehemaligen US-amerikanischen Turner Bart Conner. Das Paar hatte sich 1976 beim American Cup kennengelernt, den sie beide gewinnen konnten. Sie besitzen die Bart Conner Gymnastics Academy sowie mehrere Sportläden und sind Herausgeber des Magazins International Gymnast. Daneben engagieren sich beide für wohltätige Zwecke.
Das Paar hat einen Sohn, Dylan Paul Conner (* 3. Juni 2006), und lebt in Norman, Oklahoma. 2001 wurde Comăneci US-Staatsbürgerin. Comăneci bezeichnete sich 2016 selbst als „eine Rumänin, die von den USA adoptiert wurde“.
1984 wurde ihr Leben unter dem Titel Nadia für das Fernsehen verfilmt. 2014 erschien unter dem Titel Die kleine Kommunistin, die niemals lächelte ein fiktionaler Roman von Lola Lafon über Comănecis Leben. Von 2015/16 stammt die ARTE-Dokumentation Nadia Comaneci – Die Turnerin und der Diktator (Nadia Comaneci – La gymnaste et le dictateur) von Pola Rapaport. 1993 wurde sie als zweite Turnerin nach Olga Korbut in die International Gymnastics Hall of Fame aufgenommen. 2021 wurde sie mit dem Nationalorden „Stern von Rumänien“ im Rang eines Großoffiziers ausgezeichnet, „als Zeichen hoher Wertschätzung und Anerkennung für ihre Sportkarriere“.
Bei der Eröffnungsfeier der Olympischen Spiele 2024 in Paris gehörte Comăneci zu den Trägern der olympischen Fackel.

## Schriften
- Nadia Comăneci: Letters to a young gymnast. Basic Books, New York 2004, ISBN 978-0-465-01276-3 (englisch, Autobiografie).